# 国鉄C12形コンテナ
国鉄C12形コンテナ（こくてつC12がたコンテナ）は、国鉄が1967年（昭和42年）から1969年（昭和44年）にかけて260個製造した一種規格（11 ft）有蓋コンテナである。
C10形の天井をスライド開閉式としたのが本形式である。

## 構造

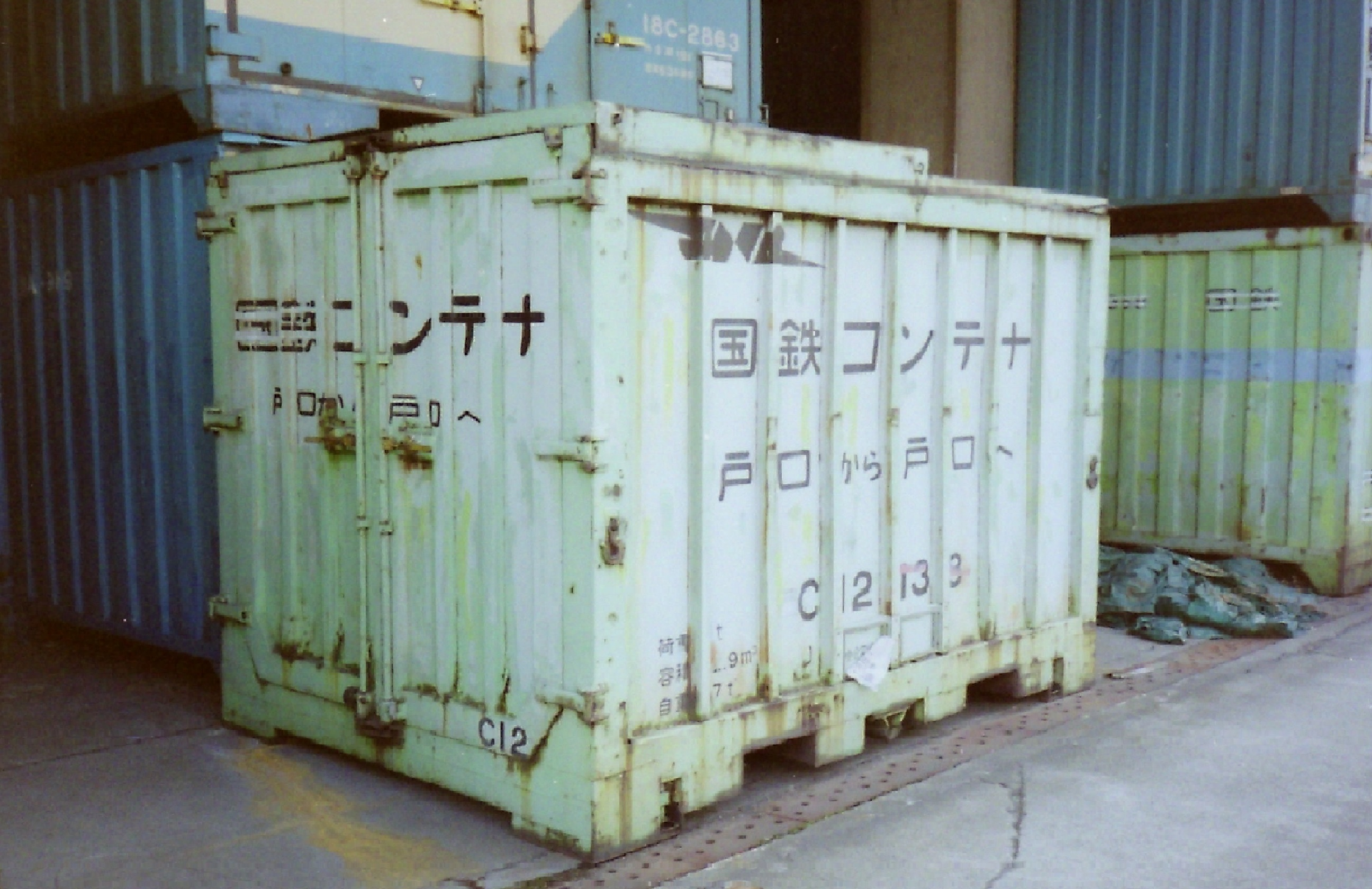
廃コンになったC12-133

片側妻扉の一方開きで、天井部分をスライドさせて開閉が可能であった。外法寸法は高さ2,356 mm、幅2,370 mm、長さ3,300 mm。自重は1.7 t。内容積は12.9 m3。最大積載量は5 tである。外観は黄緑6号に塗装されていた。
数少ない天井開閉式の特殊性から後年まで温存され、JRロゴに書き換えられて活躍したものもあった。
1987年（昭和62年）の国鉄分割民営化に際しては、36個が日本貨物鉄道（JR貨物）に継承されたが、18C形や18D形などの新形コンテナの登場により用途廃止・廃棄が進み、2006年（平成18年）度に最後まで使用された1個が廃止され形式消滅した。

## 関連記事
- JR貨物のコンテナ形式